# Bulkgoed

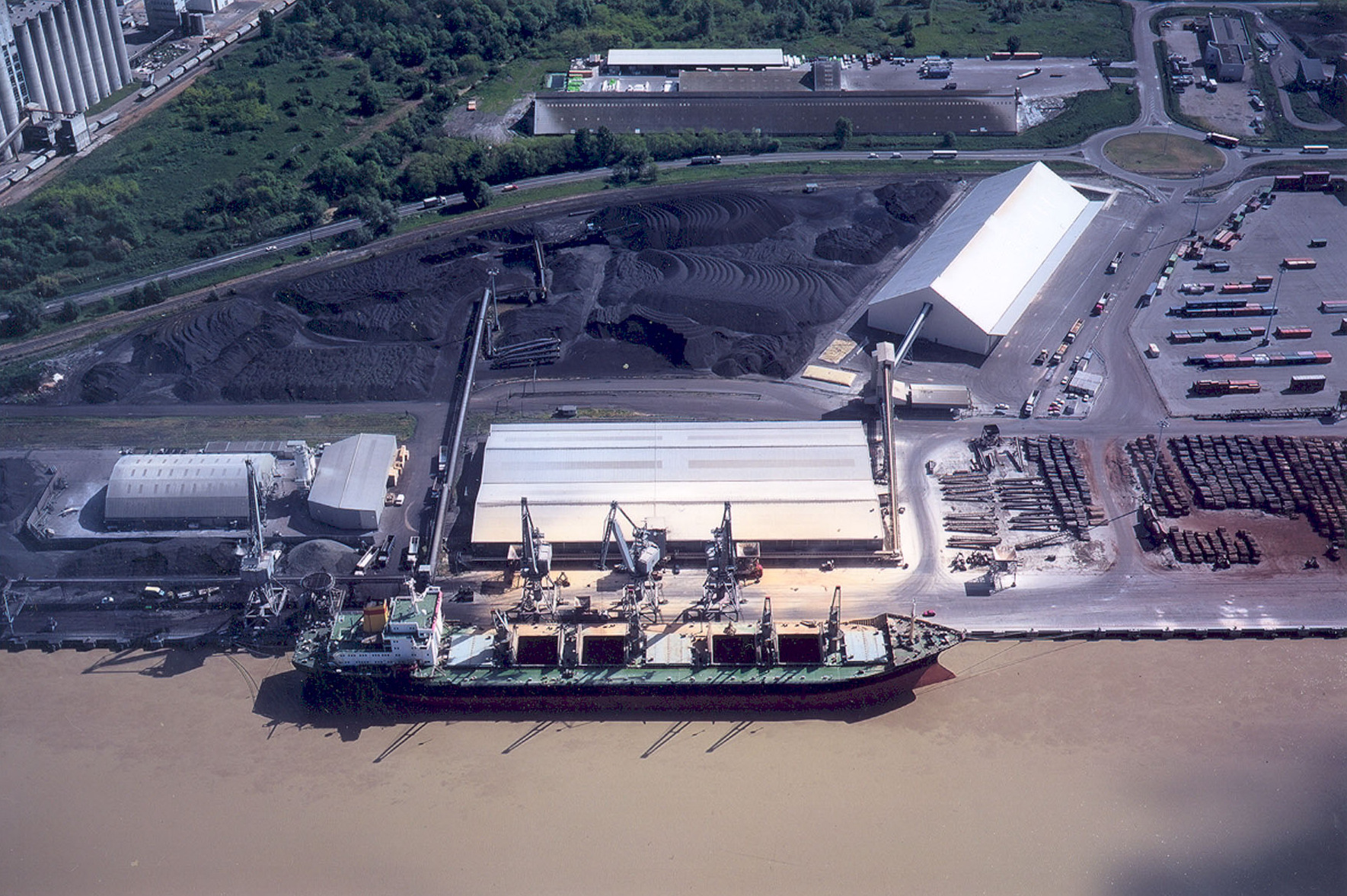
Bulkschip wordt gelost.

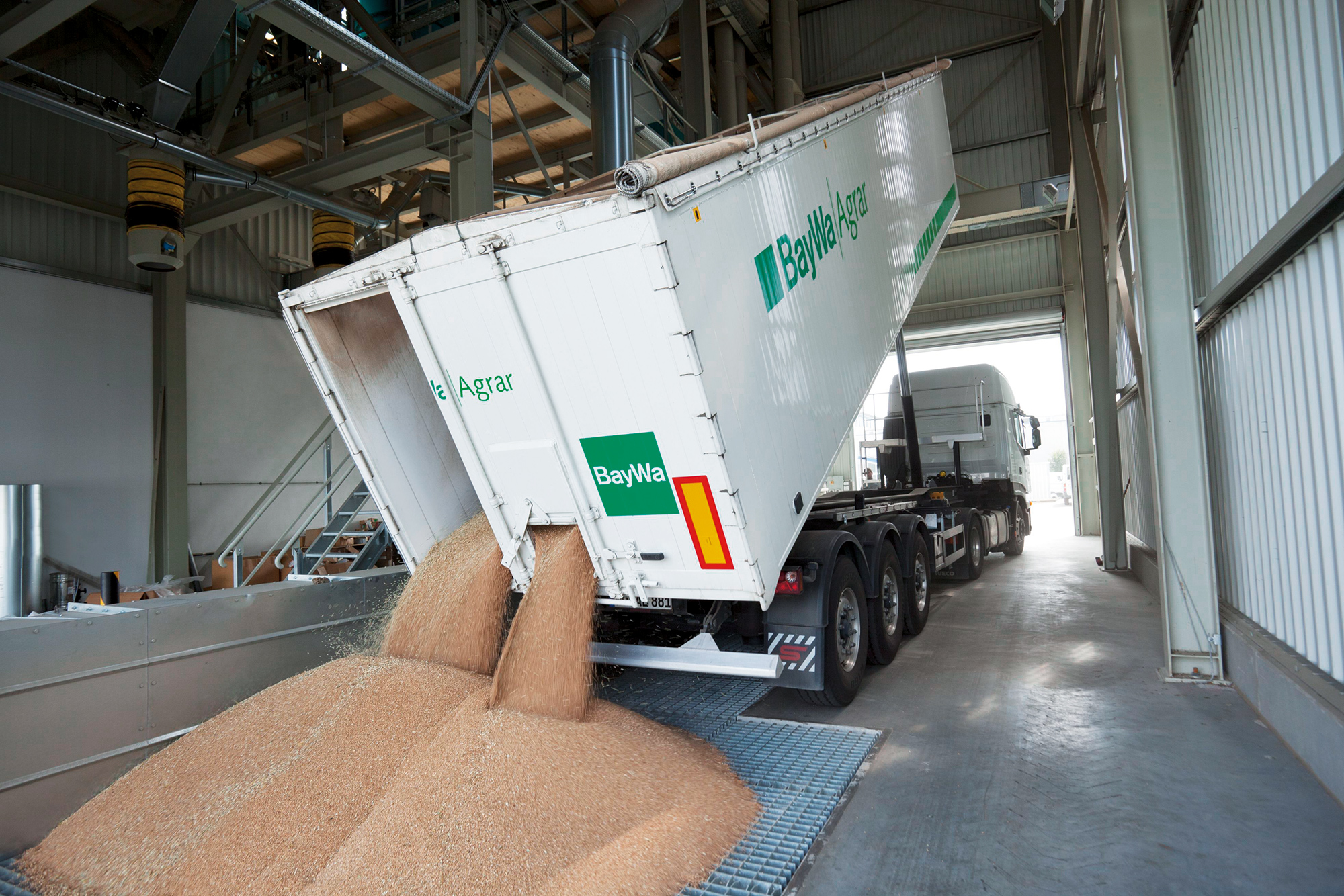
Graan wordt uit een vrachtwagenoplegger door een rooster gestort.

Bulkgoed, massagoed of stortgoed zijn goederen die niet per stuk worden verpakt en geladen zoals containers, pallets of dozen maar los in het ruim van een schip, of in een vrachtwagen of wagon worden gestort, en los worden opgeslagen en verwerkt. Grote havens met veel overslag van bulkgoederen zijn de haven van Rotterdam, de haven van Antwerpen en de haven van Zuid-Louisiana.
Bulkgoed is een verzameling vaste deeltjes ter grootte van micrometers (poeders) tot millimeters (korrels) tot centimeters (brokken), wordt in het Engels “bulk solids” genoemd. Een “solid” is een vaste stof. Dat kan een element in vaste toestand zijn (ijzer, goud) maar ook een heel andersoortig materiaal, zoals steen, beton, of hout. Alles wat een vaste substantie heeft. Het Engelse woord “bulk” wordt ook in het Nederlands gebruikt: ‘in bulk’ betekent in grote hoeveelheid, onverpakt.
Een definitie voor deze stof kan zijn: 
- een hoeveelheid deeltjes, die in principe vrij kunnen bewegen, maar een duidelijke interactie vertonen en tevens beïnvloed worden door in of tussen deze deeltjes aanwezige gassen en/of vloeistoffen.

Een andere, ietwat technische definitie is:
- Bulkgoed omvat alle materialen die bestaan uit vele afzonderlijke deeltjes, die groot genoeg zijn om niet onderhevig te zijn aan thermische beweging bij kamertemperatuur.

## Geschiedenis
Vervoer in bulk bestaat al lange tijd, maar vooral na de jaren 50 vond een enorme schaalvergroting plaats. Waar eerder veel tussendekkers gebruikt werden, ontstonden onder druk van een sterk toegenomen vraag uit vooral Europa en Japan gespecialiseerde bulkcarriers. Dit werd vooral gestimuleerd door multinationals zoals oliemaatschappijen, staal- en aluminiumfabrieken en de kunstmestindustrie die op zoek waren naar goedkope grondstoffen van goede kwaliteit. Aanvankelijk was dit met bedrijfsrederijen, later veel met onafhankelijke rederijen (independents). Met schepen met een draagvermogen van enkele honderdduizenden tonnen maakt de bulkvaart in tonnage ongeveer driekwart uit van de totale koopvaardijvloot. De grootste bulkcarrier ter wereld is de ijzerertscarrier Berge Stahl.
Een aantal producten zoals ruwe olie en ijzererts wordt vrijwel alleen in bulk vervoerd, maar bij andere producten kunnen de partijen zo klein zijn dat ze ook wel als stukgoed worden vervoerd.

## Categorieën
In de scheepvaart heeft men het over twee categorieën van bulk:
- natte bulk;
- droge bulk (stortgoed):
  - major bulk;
  - minor bulk.
  - break bulk

### Natte bulk
De belangrijkste natte bulk is:
- ruwe olie;
- olieproducten;
- vloeibare chemicaliën;
- plantaardige oliën;
- wijn.

### Droge bulk

#### Major bulks
Bij de major bulks zijn de partijen vaak zo groot dat dit een volledige lading voor een zeeschip is. De vijf major bulks zijn:
- ijzererts;
- graan;
- steenkool;
- fosfaten;
- bauxiet.

#### Minor bulks
De minor bulks worden over zee vooral als deellading vervoerd. De belangrijkste zijn:
- metaalproducten;
- schroot;
- cement;
- gips;
- non-ferrometaal ertsen;
- suiker;
- zout;
- zwavel;
- bosproducten;
- houtsnippers;
- chemicaliën.

Break bulk
Dit zijn producten die in bulk in bijvoorbeeld zeecontainers worden vervoerd. Dit gebeurt bijvoorbeeld met cacaobonen.

## Vervoer
Vloeistoffen en gassen worden vervoerd in tankers en tankwagens en vaste stoffen in granulaire vorm in bulkcarriers en bulkauto's. Schepen worden veelal gelost met een kraan voorzien van een grijper of leeggezogen door middel van een elevator die volgens het onderdrukprincipe werkt.
Bij tank- en silowagens wordt een slang aan de wagen en aan de tank of silo van de afnemer gekoppeld, en daarin overgebracht. Bij vloeistoffen en gassen wordt de lading met behulp van een pomp overgebracht, bij een silowagen wordt de lading met behulp van perslucht in de silo van de afnemer geblazen. Bij een bulkauto voorzien van een laadbak wordt de lading met behulp van de zwaartekracht gelost, waarbij een kraan met grijper gebruikt kan worden, of een kiepinstallatie die de laadvloer in een schuine positie brengt, waardoor de lading uit de laadbak valt.

## Droge bulk - stortgoed, bulkgoed, bulk solids

### Schaalgrootte bulk solids
De deeltjesverzamelingen waar het bij bulktechnologie om draait, worden in de praktijk vaak op diverse manieren aangeduid. Als stortgoed, bulkgoed, bulk solids, poeders, granulaten, droge stof, vaste stoffen, solids, aggregaat,  bulk, poeder, granulaat, granulaire materialen, pellets, korrels, korrelige materie, korrelvormige goederen, briketten, en wellicht nog andere benamingen. Het gaat hier dan natuurlijk niet om de elementaire deeltjes uit de fysica, noch om de zeer kleine deeltjes uit de nanotechnologie. 
Vele takken van industrie krijgen te maken met zeer grote hoeveelheden bulkgoederen als grondstoffen, halffabricaten en eindproducten. Daarnaast neemt de variëteit aan bulkgoederen nog steeds toe door de ontwikkeling van nieuwe producten en/of productieprocessen. Bovendien leiden de bewerkingen, het transport en de opslag van bulkgoederen in de praktijk nog dagelijks tot problemen. Want de hier bedoelde stoffen zullen moeten worden aangevoerd, opgeslagen, bewerkt, (tussen)opgeslagen, weer bewerkt, opgeslagen, en verpakt, verzakt of als bulkgoed weer moeten afgevoerd.

### Opslag
Stortgoederen wordt opgeslagen in silo's, vloeistoffen in tanks. Qua stroming zou men kunnen denken dat stortgoed zich hetzelfde gedraagt als een vloeistof. Men moet zich bewust zijn dat er duidelijke verschillen zijn:
- Stortgoederen kunnen in statische toestand schuifspanningen opnemen en overbrengen terwijl dat bij vloeistoffen niet het geval is;
- Veel soorten bulk solids verkrijgen gedurende consolidatie cohesieve sterkte en kunnen goeddeels hun vorm behouden onder mechanische belasting, afhankelijk van de grootte en samenstelling daarvan (klonteren van poeders);
- De schuifspanningen in een langzaam vervormende solids zijn doorgaans niet afhankelijk van de afschuifgradient, maar wel van de gemiddelde druk die in het bulkgoed heerst. Bij een vloeistof is de situatie omgekeerd; de schuifspanningen hangen af van de afschuifgradient en zijn nagenoeg onafhankelijk van de druk.

Dat een stortgoed in rust schuifspanningen kan opnemen, uit zich in de praktijk in het optreden van brugvorming: er treedt geen stroming op als de opening te klein is.
Verder is de drukopbouw bij opslag verschillend: de druk in de vloeistof neemt lineair met de diepte toe, en de verticale druk is steeds gelijk aan de wanddruk. Bij bulkgoed neemt de druk steeds minder toe met de diepte, en op den duur nagenoeg helemaal niet meer. Bovendien is de druk op de wand beduidend kleiner dan de verticale druk. De reden ligt in de wrijving op de wand waardoor een deel van het bulkgewicht (ook in rust) door de wand wordt opgenomen. Het verschil tussen verticale druk en wanddruk wordt veroorzaakt door de inwendige wrijving van het bulkgoed en de wrijving met de wand.

#### Problemen bij de opslag in silos
Definitie: stortgoed wordt opgeslagen in silo's; vloeistoffen in tanks. Omdat silo's en tanks (aan de buitenkant) veel op elkaar lijken, heeft men vaak het idee dat stortgoed zich ongeveer zal gedragen als een vloeistof. De praktijk heeft geleerd dat dat niet waar is. In silo's met stortgoed komen verschillende problemen voor die in tanks nooit worden waargenomen. Te noemen zijn:
- Productbeschadiging door normaal-, schuif- en impactkrachten. Als oplossing hiervoor kan men denken aan verhoging van de wandwrijving, verkleining van de diameter (slankere silo), door het inbouwen van tussenwanden, inbouwen van tussenconussen;
- Schokkend, trillen en toeteren van silo’s. Dit kan te maken hebben met het optreden van stick-slip bij wand- of inwendige wrijving, of door omslag van het stromingspatroon (massa- naar kernstroming, en v.v.)
- Ontmenging (segregatie) van het product in de silo. Dit kan optreden bij het vullen of legen van de silo. Tijdens opslag in principe niet, tenzij er bijvoorbeeld een flinke gasstroom door de massa wordt gestuwd, die fijne deeltjes meeneemt. Er zijn globaal twee soorten ontmenging: het wegrollen van grotere delen over een massa van kleinere deeltjes, en het wegstuiven van fijne deeltjes onder invloed van luchtstromen, bijvoorbeeld bij het storten.
- Invloed van en belasting op elementen (niveaumeters, trekstangen, ingebouwde kegels, platen, etc.) in de silo. Deze elementen worden (zeer) zwaar belast. In verhouding vele malen meer naarmate de elementen kleiner zijn ten opzichte van de silo diameter.